# هيونداي أيونيك 6
هيونداي أيونيك 6 هي سيارة كهربائية متوسطة الحجم سيدان ذات سقف منحني من إنتاج شركة هيونداي موتور.